# Microsoft Plus!
Microsoft Plus! war eine von Microsoft herausgegebene Programmsammlung zur Erweiterung von Microsoft Windows.

## Vorgänger
Vor den Plus!-Paketen gab es mehrere Entertainment-Packs. Diese wurden von Plus!-Packs abgelöst.

## Microsoft Plus 95
Mit der ersten Version von 1995 lieferte Microsoft neue, bzw. fehlende System-, Laufwerk- und Netzwerk-Utilities für Windows 95 nach, und insbesondere auch den Internet Explorer. Diese Anwendungen waren dann in Microsoft Windows 98 größtenteils enthalten.

## Microsoft Plus! for Kids!
Microsoft Plus! for Kids erschien 1997.

## Microsoft Plus 98
Die darauf folgende Version Plus! 98 enthielt neben weiteren Werkzeugen, etwa zur Unterstützung komprimierter Ordner, ein Antivirenprogramm von McAfee sowie mehrere Spiele.

## Microsoft Plus! Game Pack: Cards & Puzzles
Erschien speziell für Windows ME, war aber auch mit 95/98 kompatibel.

## Microsoft Plus XP
Die folgende Version wurde 2002 als „Microsoft Plus! für Microsoft Windows XP“ herausgegeben. Sie umfasst Funktionserweiterungen und visuell neu gestaltete Oberflächen für das Betriebssystem, insbesondere für die Multimedia Software Windows Media Player, sowie Bildschirmschoner und Spiele.
Die 2003 veröffentlichte Plus! Digital Media Edition wendet sich vor allem an die Benutzer von Microsoft Windows XP Media Center Edition und bietet Erweiterungen für den digitalen Lifestyle, z. B. ein Programm zum Überspielen von Musik auf PDAs und Smartphones oder einen Assistenten zum Kopieren von Langspielplatten auf die Festplatte.
Das Plus! SuperPack für Windows XP umfasst beide Produkte.

## Nachfolger
In Windows Vista Ultimate gab es die Ultimate-Extras. Eine Ultimate-Version gab es bei Windows 7 ebenfalls, jedoch ohne Ultimate-Extras.

## Weblink
- Letzte Archivversion der offiziellen Produktseite (Memento vom 3. Mai 2007 im Internet Archive)